# Banin, Idlib
Banin, Idlib (tiếng Ả Rập: بنين) là một ngôi làng Syria nằm ở Ariha Nahiyah ở huyện Ariha, Idlib. Theo Cục Thống kê Trung ương Syria (CBS), Banin, Idlib có dân số 743 trong cuộc điều tra dân số năm 2004.

## Lịch sử
Banin đã bị ảnh hưởng nặng nề trong cuộc Nội chiến Syria, bao gồm cả các cuộc không kích Syria/Nga lặp đi lặp lại và đụng độ giữa các phe nổi dậy ôn hòa và các phần tử cực đoan thánh chiến.
Cuối năm 2012, Banin đã bị lực lượng phiến quân Syria bắt giữ. Vào ngày 12 tháng 12 năm 2012, Không quân Syria đã ném bom ngôi làng. Vào ngày 27 tháng 12 năm 2014, các máy bay chiến đấu phản lực của Không quân Syria đã tiến hành các cuộc không kích vào ngôi làng. Vào ngày 12 Tháng 11 năm 2015, sáu tuần sau khi chiến dịch không quân Nga tại Syria bắt đầu, Không quân Nga Mi-24 máy bay trực thăng giảm phosphor trắng vào làng trong đêm, vi phạm Nghị định thư về gây cháy Vũ khí cấm sử dụng vũ khí gây cháy nổ chống lại các khu vực dân sự. Ít nhất một người đàn ông đã thiệt mạng trong cuộc đình công. Vào ngày 16 tháng 11, một cuộc không kích của Nga đã phá hủy một tiệm bánh trong làng.
Vào ngày 23 tháng 1 năm 2017, nhóm phiến quân ôn hòa Suqour al-Sham đã bắt được Banin từ nhóm thánh chiến Salafi al-Qaeda ở Syria.
Vào ngày 21 tháng 9 năm 2017, một tên lửa đạn đạo phóng từ tàu ngầm Kalibr của Nga đã tấn công Banin. Vào ngày 27 tháng 12, máy bay Syria đã tấn công vùng ngoại ô của ngôi làng.
Vào ngày 26 tháng 4 năm 2019, một tên lửa đạn đạo chiến thuật OTR-Tochka mang theo chùm đạn đã tấn công gần một trại tị nạn gần Banin, làm nhiều người bị thương. Mũ bảo hiểm trắng kiểm tra phần còn lại của tên lửa. Vào ngày 30 tháng 5, một cuộc không kích của chính phủ vào làng đã giết chết một thường dân và làm bị thương một người khác. Vào ngày 1 tháng Sáu, một máy bay ném bom Su-24 đã phóng tên lửa có sức nổ cao ở ngoại ô làng giữa những cuộc đụng độ đang diễn ra cách đó 30 km. Vào ngày 19 tháng 6, các cuộc không kích của chính phủ đã phá hủy một tòa nhà trong làng, giết chết mười một thường dân và làm bị thương sáu người khác. Công nhân Mũ bảo hiểm trắng đã tìm kiếm đống đổ nát cho các thi thể và người sống sót.